# Ptolemais (córka Ptolemeusza I Sotera)
Ptolemais (zm. po 287 p.n.e.) − najmłodsza córka Ptolemeusza I Sotera, króla Egiptu i Eurydyki, córki Antypatra.
Jednym z warunków podpisania porozumienia pokojowego pomiędzy Ptolemeuszem I a Demetriuszem I Poliorketesem w roku 298 p.n.e., był ślub Demetriusza z Ptolemais. Jej przyszły mąż żył w otwartych związkach poligamicznych i jego pierwsza żona Fila była ciotką jej matki.
Jednak ich małżeństwo trwało tylko przez jeden rok, kiedy Ptolemais wyjechała z matką do Miletu, gdzie po raz pierwszy spotkała się z Demetriuszem, który właśnie stracił władzę nad Grecją i Macedonią. Po kilku dniach małżeńskiego życia Demetriusz wyruszył na kampanię wojenną do Azji Mniejszej, gdzie w końcu został złapany przez Seleukosa, a kilka lat później zmarł w niewoli.
Ptolemais miała z Demetriuszem jednego syna, Demetriusza Pięknego (zm. 248 p.n.e.), który później został królem Cyreny.